# Englog
L'Englog, a volte Enggalog, portmanteau delle parole English (inglese) e Tagalog, è un'espressione che sta ad indicare quella particolare forma di lingua inglese che fa uso di termini in Tagalog.
La Lingua tagalog è la più parlata nelle Filippine ed è la base di quella che dal 1989 è la lingua ufficiale del Paese, il Filippino.
Un esempio di Englog è il cosiddetto Konyo English.
Piuttosto analogo è il Taglish che, specularmente, è un Tagalog nel quale si utilizzano termini nonché strutture dell'inglese.